# Lookout (Montserrat)
Lookout est un village de Montserrat. Il se trouve dans le nord-est de l'île près de l'aéroport John A. Osborne.

## Curiosités historiques
- L'église Saint-Patrick.